# Edna & Harvey: The Breakout
Edna & Harvey: The Breakout (в России игра издавалась под названием «Э́дна и Ха́рви. Взрыв мо́зга») — приключенческая игра 2008 года для Windows, в которой главными героями являются девушка Эдна и её плюшевый заяц Харви. Цель игры — убежать из психиатрической больницы, в которую они попали в начале игры.
Игра задумывалась как университетский проект. Несмотря на то, что немецкая версия была хорошо принята критиками, английская версия игры получила смешанные отзывы, главным образом из-за небрежного перевода.

## Игровой процесс
Edna & Harvey: The Breakout — приключенческая игра в духе игр, созданных до 1994 года LucasArts, с помощью движка SCUMM. В начале игры Эдна, игровой персонаж, попадает в психиатрическую больницу. Нижняя граница экрана содержит список глаголов, на которые необходимо нажать, чтобы взаимодействовать с элементами игрового мира. Эдна будет по-своему комментировать каждую попытку комбинировать элементы игрового мира или применить один элемент на другой. В процессе игры Эдна может ломать некоторые игровые объекты, например, дорогие автомобили.

## Сюжет
Действие игры начинается в психиатрической клинике доктора Марселя. В себя приходит девушка по имени Эдна. Она закрыта в отдельной камере с мягкими стенами, ничего не помнит о себе, а единственное, что у неё есть — это плюшевая игрушка в виде говорящего синего зайца по имени Харви. Заяц называет себя «проекцией подсознания Эдны», то есть просто воображаемым другом. По ходу игры Харви даёт Эдне советы и комментирует некоторые моменты.
Решив выяснить причину своего заключения, но не получив от охранника никаких ответов, Эдна решает сбежать. Для этого она при помощи заточенной ножки стула рвёт обшивку и находит решетку, за которой висит вентилятор. Чтобы открыть решётку нужна крестовая отвёртка, но тут Харви заявляет, что когда-то Эдна могла откручивать болты и без отвёртки. Чтобы узнать как, Харви предлагает ей переместиться (или как называет это Харви хрономорфироваться) в воспоминание на моменте, когда Эдна обзавелась таким навыком. Тут начинают проясняться некоторые моменты сюжета: полное имя Эдны — Эдна Конрад, а её отец (вероятно воспитывающий дочь в одиночку) — Маттис Конрад. В воспоминании он запер её в подвале за издевательства над сыном доктора Марселя — Альфредом Марселем. Не имея возможности выйти из подвала, Эдна отправляет Харви через окно во двор дома, где тот видит Маттиса и Альфреда с мороженым в руках (на самом деле сцена ненастоящая, так как видит её только Харви, являющийся воображением Эдны). Там же Харви находит газету, в которой есть статья о побеге каштанового вора, который сбежал, открутив болты с помощью откусанного ногтя на ноге. Вернувшись к Эдне, Харви рассказывает о способе, тем самым позволяя Эдне открыть решётку уже в реальности. Сбежав из камеры, Эдна, подслушивает диалог Марселя и его подчинённого Хогорда о том, что «Эдна не должна знать правду и что случилось с её отцом». Доктор уходит, затем Эдна оглушает Хогорда клюшкой для поло, потом запирает в кладовке своего охранника Шизеля, но вскоре попадается на глаза охраннику у выхода, однако, из-за отсутствия Марселя в клинике, Эдну запирают в общей палате.
В общей палате Эдна знакомится с остальными пациентами, в числе которых: Адриан — король общей комнаты, обладающий даром предсказания, побеждающий во всех играх и имеющий золотую медаль за сбор паззлов, Алюмен, считающий, что обладает энергией Ци, Бармен, который делает коктейли из чистящих средств и других несъедобных ингредиентов. В тайне от персонала пациенты преобразовали бельевой лифт для перемещения по больнице. Эдне удаётся добыть «билет» — обычную вешалку и попасть в другую часть больницы, там она находит другую «мягкую» камеру, но более охраняемую. Человек в камере по имени Ключник также хочет сбежать из больницы, для чего он разрабатывает план: сделать копию главного ключа, чтобы открыть чёрный ход, раздобыть транспортное средство и открыть ворота. Чтобы добыть ключ, необходимо сделать его копию, а для копии нужны две вещи: форма и металл для заливки. Форму можно сделать из глины, для чего требуется проникнуть в подвал, оригинал ключа есть у охранника по имени Пузырь, а в качестве металла подойдёт золотая медаль Адриана, которую нужно переплавить. В спальне Эдна находит двух пациентов, Хоти и Моти, которые считают себя сиамскими близнецами, но на самом деле носят один свитер. Эдна разрезает свитер ножницами и «братья» уходят. Затем накрошив на кровать где они сидели (это была единственная кровать с простынёй) чипсов, Эдна добивается того, что бельё с кровати относят в подвал, что позволяет спрыгнуть туда с бельевого лифта. В подвале Эдна находит вход в котельную и в архив. В котельной есть ещё пациент, который украл все ложки, чтобы вырыть подкоп. Так как его последняя ложка сломалась, он не может рыть и добыть глину пока невозможно. В архиве Эдна находят досье на некоторых пациентов в необычном виде: имя, номер выбора на физкультуре и первое домашнее животное. Чтобы добыть медаль нужно победить Адриана в Орле и Решке, но так как он побеждает во всех играх, то лучшим способом будет узнать его слабости и получить его «дар»(если этого не сделать, то будет ничья). Так как Адриан получил «дар» когда в него попала молния, Алюмен предлагает провести шоковую терапию. После терапии Эдне необходимо узнать слабости Адриана, для чего можно использовать собрание разработчиков компьютерных игр, происходящее на первом этаже. Для него нужна подпись Марселя, чтобы её узнать Эдне помогает Харви, который во второй раз проводит «хрономорфинг», на этот раз в другое воспоминание. Перед этим Эдна открывает «особую» комнату доктора Марселя, где, со слов Пузыря он постоянно плачет. В комнате есть «алтарь» посвящённый Альфреду. Эдна понимает, что тот умер, и даже несколько горюет по этому поводу. Эдна считает, что к смерти Альфреда причастен Марсель, а отца Эдны подставили. Взглянув на тетрадь Альфреда, Эдна оказывается в новом воспоминании: на уроке математики. Она ходила на частные уроки вместе с Альфредом, который постоянно стучал на неё за любую провинность. Из-за очередной жалобы учитель отправляет Эдну в шкаф, где она находит письмо в кармане пальто учителя. Эдна отдаёт письмо Харви, чтобы тот прочитал его на свету. В письме говорится, что Марсель платит учителю за частные наказания Эдны и задерживания её на уроках в «особенно солнечные дни». Разумеется текст не настоящий, ведь его читает Харви, но после прочтения Эдна решает попросить прощения у учителя и вернуться за парту. Там она от скуки учится подделывать подпись отца из записки, которую тот оставил Эдне. Так она вспоминает как подделывать подписи, что позволяет подделать подпись Марселя и попасть на собрание разработчиков компьютерных игр. Там, используя данные из архива Эдна узнаёт слабость Адриана и побеждает его, получая медаль. Чтобы получить глину, Эдна подделывает почерк Бармена, отвлекает его напитком, которого нет в его меню и забирает лопату — единственную «ложку» которую нашёл бармен. Далее Эдна отдаёт её пациенту из котельной, тот начинает копать, что позволяет добыть глину. Слепок удаётся сделать путём отвлечения внимания Пузыря, для чего Эдна выключает в определённых комнатах свет так, чтобы экраны мониторов в комнате Пузыря, выпившего очень много воды, образовывали буквы WC (Туалет). Пока Пузырь отлучается, Эдне удаётся сделать слепок, а обжечь его и расплавить медаль можно в котельной.
В итоге Эдна попадает во двор больницы, выпускает ключника, но тут приезжает доктор Марсель. Вместе с другими пациентами Эдне удаётся починить машину и открыть ворота, но в последний момент они решают угнать лимузин доктора. Вскоре все попадают в аварию. Эдне приходится идти одной, вскоре она приходит в церковь, где встречает пастыря, который говорит, что история Эдны стала легендой. Он говорит, что Маттиса осудили за убийство ребёнка и приговорили к смертной казни, но на самом деле всё было не так. Тут раздаётся звук церковного органа, пастырь уходит проверять в чём дело, но не возвращается. Эдна идёт его искать и понимает, что пастыря убил и повесил Ключник. Тот говорит, что это типичные последствия, если выпустить неуравновешенного человека из психбольницы. Он считает что в смерти пастыря виновата Эдна, но чтобы не допустить таких случаев в будущем, запирает себя и её в церкви. Эдне удаётся использовать страсть пастыря к року и колокол, чтобы звуком довести Ключника до падения с перил, на которых он сидел после убийства. Забрав ключ, Эдна спешит к себе домой, чтобы выяснить раз и навсегда что произошло.
Дом Эдны выглядит совсем заброшенным. Чтобы выяснить произошедшее, Эдна хочет прочитать свой дневник, что находится на втором этаже. Вспоминая о детстве, ей удаётся наконец найти всё нужное для того, чтобы отлить в подвальной печке ключ от своей комнаты(и от дома в целом) и зайти туда. Но в комнате ничего нет. Харви предлагает сделать последний хрономорфинг, чтобы выяснить куда Эдна дела дневник. По случайности Эдна переносится в 3 августа, в тот день, когда произошло убийство Альфреда. Через окно ей удаётся выбраться из комнаты, где её запер Маттис за шутки над Альфредом, при этом Эдна ещё и запирает в комнате самого Альфреда, который решил последить за «выполнением строгого наказания». Планы меняются, Эдна хочет с помощью хрономорфинга определить что произошло тогда. Они с Харви разделяются, чтобы найти Маттиса. Харви трижды его находит, сначала варящим суп из детей, потом сжигающим их в печи и распиливающим их пилой в саду. Во всех случаях на «крик» Харви прибегает Эдна, но не видит ничего. Харви наконец объясняет, что так как он — проекция её подсознания, то то, что он видит может не совпадать с реальностью. Эдна возвращается к своей комнате, а из неё выбирается Альфред. Пока парочка бегала по дому, он прочитал дневник Эдны и понял, что она говорит со своей игрушкой. Альфред хочет в отместку за издевательства уничтожить Харви, но Эдна не даёт этого сделать и скидывает Альфреда с лестницы, из-за чего тот ломает шею.
Головоломка сложилась, уже в реальности по той же лестнице поднимается доктор Марсель чтобы объяснить судьбу отца Эдны. Он решил пожертвовать собой и взял вину за смерть Альфреда на себя. Марсель же обещал Маттису позаботиться об Эдне. Для этого он решил использовать так называемую «корректировку характера», которая заключается в стирании памяти. Но каждый раз именно Харви приводил к возвращению Эдне воспоминаний. Только сейчас она забралась так далеко и узнала всю правду. Марсель предлагает уничтожить Харви и покончить с проблемами Эдны, ведь из некоторых линий диалога следует, что именно Харви говорил Эдне издеваться над Альфредом. В то же время Харви замечает, что Марсель стоит на том же месте, что и его сын и предлагает убить его таким же способом. Игрок должен выбрать что делать.
Первая концовка (неканоничная). Эдна решает уничтожить Харви и отрезает ему голову ножницами. В титрах написано, что Эдна подверглась корректировке характера. Её новое имя — Альфредина. Теперь она всю жизнь только и делает, что моет посуду и сортирует документы, для неё это стало любимым занятием. Доктор Марсель купил жилой корабль и взял олимпийскую медаль по рыбалке.
Вторая концовка (каноничная). Эдна не желает быть марионеткой доктора и бьёт его по голове клюшкой для поло, после чего толкает с лестницы (в сиквеле выясняется, что он не умирает). Она подаётся в бега и начинает жить свободно, полиция так её и не находит. Через некоторое время в океане находят размокшую синюю ткань, что говорит о том, что Эдна всё же решила избавиться от зайца.
Кроме основных судеб описаны также и судьбы других персонажей: Хоти сбежал, начал карьеру грабителя банков. Во время одного из ограблений он застрелил банковского служащего и сдался властям. Моти вернулся в больницу, вылечился, начал карьеру банковского служащего, но однажды его застрелил грабитель (вероятно это был Хоти). Алюмен стал чистой энергией после удара молнией. Пузырь нашёл любовь всей жизни пока в очередной раз отлучался в туалет. Ключника не нашли, что может говорить о том, что он не погиб от падения с перил, а выжил и умудрился сбежать.

## Восприятие
«Эдна и Харви. Взрыв мозга» получила от Metacritic балл 56, представляющий «смешанные или средние обзоры». Игра была достаточно успешной, чтобы получить продолжение, Edna & Harvey: Harvey’s New Eyes .

## Продажи
Летом 2018 года, благодаря уязвимости в защите Steam Web API, стало известно, что точное количество пользователей сервиса Steam, которые играли в игру хотя бы один раз, составляет 137 882 человека.

## Edna & Harvey: The Breakout — 10th Anniversary Edition
2 августа 2018 года Daedalic Entertainment анонсировала на Gamescom 2018 юбилейное издание Edna & Harvey: The Breakout. Переиздание будет содержать улучшенную графику и анимацию, поддержку широкоформатных экранов и возможность переключения графики на старую, наподобие специальных изданий Monkey Island 1 и 2, Day of the Tentacle и Full Throttle. Edna & Harvey: The Breakout — 10th Anniversary Edition вышла в 2019 году на Windows, Mac, Linux, PlayStation 4, Xbox One и Nintendo Switch.